# Franco Forini
Franco Forini (Muralto, 22 settembre 1958) è un pilota automobilistico svizzero, che corse anche in Formula 1.

## Carriera

### Gli inizi
Forini cominciò la sua carriera nei kart, passando poi nel 1981 al campionato italiano di Formula 3. Ottenne, però, solamente un punto, frutto di un sesto posto. Contemporaneamente corse anche nel campionato europeo, pur senza brillare particolarmente. L'anno seguente riuscì a conquistare la sua prima vittoria, concludendo al terzo posto in campionato. Fu, però, il passaggio alla Forti Corse, avvenuto nel 1985, a permettergli di conquistare il titolo di categoria. Lo stesso anno prese parte alla gara di Monaco di F3 concludendo secondo, alle spalle di Maurício Gugelmin.
Passato in Formula 3000 nel 1986, non riuscì a conquistare risultati di rilievo, tanto che a fine stagione si ritrovò senza un volante e la sua carriera sembrò essere a un punto morto.

### Formula 1
Nel 1987 Franco Forini, trovò un accordo con l'Osella, per guidare una seconda vettura da affiancare eccezionalmente a quella di Alex Caffi nelle tre ultime gare europee del campionato, grazie ad alcuni sponsor portati dal pilota che poté quindi esordire in Formula 1. Debuttò al Gran Premio d'Italia, qualificandosi all'ultimo posto. In gara fu costretto al ritiro dopo ventisette giri. Destino analogo subì la sua corsa in Portogallo, mentre al Gran Premio di Spagna mancò la qualificazione.

#### Risultati completi
| 1987 | Scuderia | Vettura |  |  |  |  |  |  |  |  |  |  |     |     |    |  |  |  |  | Punti | Pos. |
| ---- | -------- | ------- |  |  |  |  |  |  |  |  |  |  | --- | --- | -- |  |  |  |  | ----- | ---- |
| 1987 | Osella   | FA1G    |  |  |  |  |  |  |  |  |  |  | Rit | Rit | NQ |  |  |  |  | 0     |      |

| Legenda | 1º posto     | 2º posto | 3º posto    | A punti         | Senza punti/Non class.  | Grassetto – Pole position Corsivo – Giro più veloce |
| Legenda | Squalificato | Ritirato | Non partito | Non qualificato | Solo prove/Terzo pilota | Grassetto – Pole position Corsivo – Giro più veloce |

### Dopo la Formula 1
Per il 1988 Forini si dedicò quindi al campionato di F3 tedesca, chiudendo la stagione dodicesimo. L'anno seguente tornò in F3 italiana, con Wainer Corse, ma non riuscì a conquistare alcun punto. Abbandonò quindi il ruolo di pilota per dedicarsi a quello di manager della MC Motorsport.
Tornato alle corse nel 1993 prese parte al campionato svizzero di rally. Appese poi ancora una volta il casco al chiodo, prima di essere chiamato con altre vecchie glorie della Formula 1 a prendere parte a un campionato di kart nel 1998. Con l'arrivo del nuovo millennio iniziò a gestire alcuni distributori di benzina della Tamoil,